# Glenea carinipennis
Glenea carinipennis là một loài bọ cánh cứng trong họ Cerambycidae.